# Paul Rasche
Paul Rasche (* 11. Juli 1924 in Hagen; † 19. Februar 2003 ebenda) war ein deutscher Sportfunktionär in mehreren Verbänden.

## Leben
Zwischen 1934 und 1952 war er aktiver Spieler, seit 1946 auch Geschäftsführer und Fußballobmann der Sportgemeinschaft Boelerheide von 1898 e.V. 1974 wurde der gelernte Industriekaufmann Vorsitzender des Fußball- und Leichtathletikverbandes Westfalen (FLVW). Dieses Amt übte er bis 2001 aus und wurde dann zum "Ehrenpräsidenten" ernannt.
Auf dem Verbandstag des Westdeutschen Fußballverbandes (heute WFLV) am 18. Juli 1981 wurde er zudem zum Vorsitzenden dieses Verbandes gewählt.
Darüber hinaus war Paul Rasche von 1981 bis 2001 zwanzig Jahre lang Mitglied im Vorstand des Deutschen Fußball-Bundes (DFB). Er gehörte von 1967 bis 2001 dem DFB-Beirat an und fungierte zwischen 1968 und 1974 als DFB-Beauftragter für Breitensport.
Weitere Ehrenämter übernahm Rasche z. B. zwischen 1970 und 1974 als Mitglied im Bauausschuss des Deutschen Sportbundes (DSB) oder ab 1991 als 1. Vorsitzender der Sporthilfe NRW e.V.
Wegen seiner Verdienste wurden ihm im Laufe der Jahre unter anderem 1994 das Bundesverdienstkreuz 1. Klasse sowie die Goldenen Ehrennadeln des DFB, WFLV und FLVW verliehen.